# Fußballsportverein Frankfurt 1899 1980-1981
Questa voce raccoglie le informazioni riguardanti il Fußballsportverein Frankfurt 1899 nelle competizioni ufficiali della stagione 1980-1981.

## Stagione
Nella stagione 1980-1981 il FSV Francoforte, allenato da Dietmar Schwager, concluse il campionato di 2. Bundesliga al 15º posto. In Coppa di Germania il FSV Francoforte fu eliminato al terzo turno dal Bochum.

## Rosa
| N. |                     | Ruolo | Calciatore           |
| -- | ------------------- | ----- | -------------------- |
|    | Germania (bandiera) | P     | Klaus Herzer         |
|    | Germania (bandiera) | P     | Norbert Winkler      |
|    | Germania (bandiera) | D     | Roland Höfling       |
|    | Germania (bandiera) | D     | Hubert Klein         |
|    | Germania (bandiera) | D     | Reinhard Kroner      |
|    | Germania (bandiera) | D     | Hermann Luy          |
|    | Germania (bandiera) | D     | Robert Scharf        |
|    | Germania (bandiera) | D     | Gerd Schneider       |
|    | Germania (bandiera) | D     | Uwe Weigert          |
|    | Germania (bandiera) | D     | Jürgen Weninger      |
|    | Germania (bandiera) | C     | Hans-Günter Etterich |

| N. |                     | Ruolo | Calciatore     |
| -- | ------------------- | ----- | -------------- |
|    | Spagna (bandiera)   | C     | Julio Alvarez  |
|    | Germania (bandiera) | C     | Andreas Koch   |
|    | Germania (bandiera) | C     | Dieter Pfaff   |
|    | Germania (bandiera) | C     | Dietmar Rompel |
|    | Germania (bandiera) | C     | Josef Sarroca  |
|    | Germania (bandiera) | C     | Peter Swiatek  |
|    | Germania (bandiera) | C     | Walter Wohl    |
|    | Spagna (bandiera)   | A     | Álvarez        |
|    | Germania (bandiera) | A     | Holger Anthes  |
|    | Germania (bandiera) | A     | Martin Bremer  |
|    | Germania (bandiera) | A     | Werner Hofmann |

## Organigramma societario
Area tecnica
- Allenatore: Dietmar Schwager
- Allenatore in seconda:
- Preparatore dei portieri:
- Preparatori atletici:

## Calciomercato

### Sessione estiva
| Acquisti | Acquisti             | Acquisti                         | Acquisti |
| R.       | Nome                 | da                               | Modalità |
| -------- | -------------------- | -------------------------------- | -------- |
| C        | Hans-Günter Etterich | Wuppertal                        |          |
| D        | Hermann Luy          | VfR Bürstadt                     |          |
| C        | Dietmar Rompel       | Eintracht Francoforte (juniores) |          |

| Cessioni | Cessioni          | Cessioni         | Cessioni |
| R.       | Nome              | a                | Modalità |
| -------- | ----------------- | ---------------- | -------- |
| C        | Oliver Posniak    | Darmstadt        |          |
| D        | Peter Rübenach    | KSV Klein-Karben |          |
| A        | Wolfgang Sandhowe | Preußen Münster  |          |

### Sessione invernale
| Acquisti | Acquisti | Acquisti | Acquisti |
| R.       | Nome     | da       | Modalità |
| -------- | -------- | -------- | -------- |

| Cessioni | Cessioni | Cessioni | Cessioni |
| R.       | Nome     | a        | Modalità |
| -------- | -------- | -------- | -------- |

## Risultati

### 2. Bundesliga

#### Girone di andata
| Arbitro: | Filla |

|                                            |           |                                  |
| Sarroca 62’ Hofmann 76’ Alvarez 89’ (rig.) | Marcatori | 18’ Rupp 34’ (rig.) Spannenkrebs |

| Arbitro: | Werner |

|                                    |           |            |
| Hermandung 63’ (rig.) Novković 84’ | Marcatori | 9’ Sarroca |

| Arbitro: | Dahler |

|                                          |           |                    |
| Bremer 25’ Luy 39’ Hofmann 70’ Pfaff 84’ | Marcatori | 45’ Roth 67’ Todzi |

| Arbitro: | Matheis |

|  |           |          |
|  | Marcatori | 72’ Wohl |

| Arbitro: | Wilhelmi |

|            |           |              |
| Bremer 47’ | Marcatori | 29’ Dollmann |

| Arbitro: | Kinzinger |

|                                     |           |  |
| Schwemmle 66’ Gerber 68’ Fischl 84’ | Marcatori |  |

| Arbitro: | Joos |

|             |           |            |
| Höfling 74’ | Marcatori | 31’ Krause |

| Arbitro: | Dellwing |

|          |           |             |
| Linz 89’ | Marcatori | 87’ Hofmann |

| Arbitro: | Huster |

|                               |           |           |
| Bremer 13’, 14’ Schneider 34’ | Marcatori | 67’ Boley |

| Arbitro: | Ulm |

|  |           |             |
|  | Marcatori | 11’ Sarroca |

| Arbitro: | Sahner |

|                              |           |  |
| Hofmann 4’, 19’ Etterich 60’ | Marcatori |  |

| Arbitro: | Walz |

|                                            |           |         |
| Traser 8’ (rig.), 13’ (rig.) Hanschitz 78’ | Marcatori | 88’ Luy |

| Arbitro: | Aulenbacher |

|  |           |                             |
|  | Marcatori | 51’ Grau 82’ (rig.) Histing |

| Arbitro: | Stelzer |

|                         |           |          |
| Nathmann 9’ Hoecker 49’ | Marcatori | 59’ Koch |

| Arbitro: | Schweiger |

|          |           |  |
| Hein 62’ | Marcatori |  |

| Arbitro: | Luca |

|             |           |  |
| Hofmann 45’ | Marcatori |  |

| Arbitro: | Kinzinger |

|                              |           |             |
| Schulzke 15’ Tochtermann 78’ | Marcatori | 25’ Hofmann |

| Arbitro: | Niebergall |

|             |           |  |
| Swiatek 89’ | Marcatori |  |

| Arbitro: | Sahner |

|                           |           |                            |
| Klein 15’ Jörg 38’ (rig.) | Marcatori | 49’ Schneider 81’ Etterich |

#### Girone di ritorno
| Arbitro: | Schumann |

|                                                                |           |             |
| Ackermann 4’ Alvarez 42’ (aut.) Schäfer 49’ Jakob 56’ Loes 83’ | Marcatori | 90’ Hofmann |

| Arbitro: | Kuhn |

|                                        |           |  |
| Luy 51’ (rig.) Sarroca 54’ Hofmann 75’ | Marcatori |  |

| Arbitro: | Correll |

|                            |           |          |
| Roth 54’ (rig.) Henkes 61’ | Marcatori | 85’ Wohl |

| Arbitro: | Aldinger |

|             |           |                                     |
| Etterich 9’ | Marcatori | 35’, 58’ Jordan 50’ Hupp 70’ Kappes |

| Arbitro: | Neuner |

|                                                                      |           |  |
| Hayer 20’ Nickel 37’, 39’ (rig.) Täuber 71’ Reisinger 75’ Susser 84’ | Marcatori |  |

| Arbitro: | Andres |

|          |           |                          |
| Wohl 55’ | Marcatori | 6’, 80’ Gerber 25’ Basic |

| Arbitro: | Messmer |

|                               |           |                  |
| Kutzop 14’ (rig.), 37’ (rig.) | Marcatori | 34’, 90’ Hofmann |

| Arbitro: | Wilhelmi |

|                        |           |                                                                          |
| Anthes 14’ Álvarez 77’ | Marcatori | 15’ Derigs 17’ Harforth 36’ Ziegler 42’ Ettmayer 75’ Lay 82’ (rig.) Linz |

| Arbitro: | Michel |

|                                                    |           |  |
| Szupak 8’, 27’ Heitzer 36’ Berti 54’ Kubanczyk 67’ | Marcatori |  |

| Francoforte sul Meno 21 marzo 1981 29ª giornata | FSV Francoforte | 0 – 0 referto | Bayreuth | Stadion am Bornheimer Hang (700 spett.)\| Arbitro: \| Sahner \| |
| Arbitro:                                        | Sahner          |               |          |                                                                 |

| Arbitro: | Linn |

|                         |           |  |
| Ritschel 65’ Hütter 80’ | Marcatori |  |

| Arbitro: | Glaw |

|                                     |           |  |
| Etterich 39’ Anthes 47’ Swiatek 61’ | Marcatori |  |

| Arbitro: | Gschwender |

|                                                           |           |             |
| Suchanek 34’ Wagner 36’ Jambo 47’ Beck 56’ Grétarsson 79’ | Marcatori | 63’ Sarroca |

| Arbitro: | Ross |

|                 |           |             |
| Hofmann 6’, 61’ | Marcatori | 89’ Mattern |

| Arbitro: | Klauser |

|  |           |                    |
|  | Marcatori | 77’ Hein 87’ Makan |

| Arbitro: | Neuner |

|                                  |           |  |
| Cestonaro 21’ Neumann 54’ (rig.) | Marcatori |  |

| Arbitro: | Michel |

|                       |           |                                 |
| Hofmann 19’, 25’, 43’ | Marcatori | 69’ (rig.) Dämpfling 76’ Meisel |

| Arbitro: | Dölfel |

|              |           |  |
| Wielandt 60’ | Marcatori |  |

| Arbitro: | Hontheim |

|                                                            |           |                            |
| Hofmann 19’ Weigert 28’ Bremer 58’ Álvarez 84’ Sarroca 90’ | Marcatori | 8’, 65’ Trieb 11’ Katsaros |

### Coppa di Germania
| Arbitro: | Gschwender |

|                             |           |                   |
| Sarroca 23’, 35’ Anthes 62’ | Marcatori | 38’ (rig.) Diener |

| Arbitro: | Föckler |

|                       |           |  |
| Etterich 45’ Wohl 85’ | Marcatori |  |

| Arbitro: | Aldinger |

|               |           |                      |
| Luy 9’ (rig.) | Marcatori | 35’, 89’ (rig.) Abel |

## Statistiche

### Statistiche di squadra
| Competizione      | Punti | In casa | In casa | In casa | In casa | In casa | In casa | In trasferta | In trasferta | In trasferta | In trasferta | In trasferta | In trasferta | Totale | Totale | Totale | Totale | Totale | Totale | DR  |
| Competizione      | Punti | G       | V       | N       | P       | Gf      | Gs      | G            | V            | N            | P            | Gf           | Gs           | G      | V      | N      | P      | Gf     | Gs     | DR  |
| ----------------- | ----- | ------- | ------- | ------- | ------- | ------- | ------- | ------------ | ------------ | ------------ | ------------ | ------------ | ------------ | ------ | ------ | ------ | ------ | ------ | ------ | --- |
| 2. Bundesliga     | 32    | 19      | 11      | 3       | 5       | 37      | 30      | 19           | 2            | 3            | 14           | 14           | 46           | 38     | 13     | 6      | 19     | 51     | 76     | -25 |
| Coppa di Germania | -     | 3       | 2       | 0       | 1       | 6       | 3       | 0            | 0            | 0            | 0            | 0            | 0            | 3      | 2      | 0      | 1      | 6      | 3      | +3  |
| Totale            | 32    | 22      | 13      | 3       | 6       | 43      | 33      | 19           | 2            | 3            | 14           | 14           | 46           | 41     | 15     | 6      | 20     | 57     | 79     | -22 |

### Andamento in campionato
| Giornata  | 1 | 2  | 3 | 4 | 5 | 6 | 7 | 8  | 9 | 10 | 11 | 12 | 13 | 14 | 15 | 16 | 17 | 18 | 19 | 20 | 21 | 22 | 23 | 24 | 25 | 26 | 27 | 28 | 29 | 30 | 31 | 32 | 33 | 34 | 35 | 36 | 37 | 38 |
| --------- | - | -- | - | - | - | - | - | -- | - | -- | -- | -- | -- | -- | -- | -- | -- | -- | -- | -- | -- | -- | -- | -- | -- | -- | -- | -- | -- | -- | -- | -- | -- | -- | -- | -- | -- | -- |
| Luogo     | C | T  | C | T | C | T | C | T  | C | T  | C  | T  | C  | T  | T  | C  | T  | C  | T  | T  | C  | T  | C  | T  | C  | T  | C  | T  | C  | T  | C  | T  | C  | C  | T  | C  | T  | C  |
| Risultato | V | P  | V | V | N | P | N | N  | V | V  | V  | P  | P  | P  | P  | V  | P  | V  | N  | P  | V  | P  | P  | P  | P  | N  | P  | P  | N  | P  | V  | P  | V  | P  | P  | V  | P  | V  |
| Posizione | 4 | 10 | 7 | 3 | 4 | 8 | 8 | 10 | 7 | 5  | 4  | 6  | 7  | 8  | 8  | 8  | 10 | 10 | 10 | 10 | 10 | 10 | 11 | 12 | 13 | 14 | 15 | 15 | 15 | 16 | 15 | 16 | 16 | 16 | 16 | 15 | 16 | 15 |

Legenda:

Luogo: C = Casa; T = Trasferta. Risultato: V = Vittoria; N = Pareggio; P = Sconfitta.

### Statistiche dei giocatori
| Giocatore    | 2. Bundesliga | 2. Bundesliga | 2. Bundesliga | 2. Bundesliga | Coppa di Germania | Coppa di Germania | Coppa di Germania | Coppa di Germania | Totale   | Totale | Totale      | Totale     |
| Giocatore    | Presenze      | Reti          | Ammonizioni   | Espulsioni    | Presenze          | Reti              | Ammonizioni       | Espulsioni        | Presenze | Reti   | Ammonizioni | Espulsioni |
| ------------ | ------------- | ------------- | ------------- | ------------- | ----------------- | ----------------- | ----------------- | ----------------- | -------- | ------ | ----------- | ---------- |
| J. Alvarez   | 25            | 1             | 3             | 1             | 3                 | 0                 | 1                 | 0                 | 28       | 1      | 4           | 1          |
| H. Anthes    | 25            | 2             | 0             | 0             | 2                 | 1                 | 0                 | 0                 | 27       | 3      | 0           | 0          |
| M. Bremer    | 31            | 5             | 6             | 0             | 2                 | 0                 | 0                 | 0                 | 33       | 5      | 6           | 0          |
| H. Etterich  | 25            | 4             | 6             | 0             | 2                 | 1                 | 0                 | 0                 | 27       | 5      | 6           | 0          |
| K. Herzer    | 4             | 0             | 0             | 0             | 0                 | 0                 | 0                 | 0                 | 4        | 0      | 0           | 0          |
| W. Hofmann   | 35            | 17            | 6             | 0             | 3                 | 0                 | 0                 | 0                 | 38       | 17     | 6           | 0          |
| R. Höfling   | 33            | 1             | 2             | 0             | 3                 | 0                 | 0                 | 0                 | 36       | 1      | 2           | 0          |
| H. Klein     | 2             | 0             | 1             | 0             | 0                 | 0                 | 0                 | 0                 | 2        | 0      | 1           | 0          |
| A. Koch      | 19            | 1             | 2             | 0             | 1                 | 0                 | 0                 | 0                 | 20       | 1      | 2           | 0          |
| R. Kroner    | 8             | 0             | 1             | 0             | 0                 | 0                 | 0                 | 0                 | 8        | 0      | 1           | 0          |
| H. Luy       | 35            | 3             | 4             | 0             | 3                 | 1                 | 0                 | 0                 | 38       | 4      | 4           | 0          |
| D. Pfaff     | 4             | 1             | 0             | 0             | 0                 | 0                 | 0                 | 0                 | 4        | 1      | 0           | 0          |
| D. Rompel    | 0             | 0             | 0             | 0             | 0                 | 0                 | 0                 | 0                 | 0        | 0      | 0           | 0          |
| J. Sarroca   | 34            | 6             | 10            | 0             | 2                 | 2                 | 0                 | 0                 | 36       | 8      | 10          | 0          |
| R. Scharf    | 15            | 0             | 1             | 0             | 0                 | 0                 | 0                 | 0                 | 15       | 0      | 1           | 0          |
| G. Schneider | 28            | 2             | 4             | 0             | 3                 | 0                 | 0                 | 0                 | 31       | 2      | 4           | 0          |
| P. Swiatek   | 26            | 2             | 3             | 0             | 3                 | 0                 | 0                 | 0                 | 29       | 2      | 3           | 0          |
| U. Weigert   | 29            | 1             | 7             | 1             | 2                 | 0                 | 0                 | 0                 | 31       | 1      | 7           | 1          |
| J. Weninger  | 30            | 0             | 3             | 0             | 2                 | 0                 | 0                 | 0                 | 32       | 0      | 3           | 0          |
| N. Winkler   | 36            | 0             | 1             | 0             | 3                 | 0                 | 0                 | 0                 | 39       | 0      | 1           | 0          |
| W. Wohl      | 27            | 3             | 3             | 0             | 2                 | 1                 | 0                 | 0                 | 29       | 4      | 3           | 0          |
| Á. Álvarez   | 5             | 2             | 0             | 0             | 0                 | 0                 | 0                 | 0                 | 5        | 2      | 0           | 0          |